# Leonard Pulchny
Leonard Pulchny   (Głogoczów, 17 de desembre de 1930 - 23 d'agost de 2020) fou un director i guionista polonès de pel·lícules d'animació i documentals.
Graduat a la VSUP a Praga. Guanyador de la Conquilla d'Or en la categoria de curtmetratges al Festival Internacional de Cinema de Sant Sebastià 1966.

## Filmografia seleccionada
- 1970: Dziwne przygody Koziołka Matołka (episodi. Zatopiona fregata) - director, escenògraf
- 1969: Dziwne przygody Koziołka Matołka (episodi. Regaty) - director, escenògraf
- 1965: Skrzydła - direcció, desenvolupament artístic
- 1964: Baśnie i waśnie (episodi. Odwiedziny, Zwycięstwo) - direcció, desenvolupament artístic
- 1963: Na tropie (odc. Dziwny przypadek) - direcció, desenvolupament artístic
- 1958: Koziołek Matołek contra Krwawy Joe - guió i direcció

## Premis
- 1966: Conquilla d'Or en la categoria de curtmetratges al Festival Internacional de Cinema de Sant Sebastià 1966 per Skrzydła